# آلبرتو پلگرینو
آلبرتو پلگرینو (ایتالیایی: Alberto Pellegrino; ۲۰ مهٔ ۱۹۳۰ – ۹ مارس ۱۹۹۶) شمشیرباز اهل ایتالیا بود.
وی در مسابقات کشوری و بین‌المللی در مجموع برندهٔ ۵ مدال طلا، ۲ مدال نقره، ۲ مدال برنز شده‌است.